# John Charles Bigham
Pour les articles homonymes, voir Mersey (homonymie) et Bigham.
John Charles Bigham, 1er vicomte Mersey (3 août 1840 - 3 septembre 1929) est un juriste et homme politique britannique. Il est principalement connu pour avoir présidé les enquêtes sur les naufrages Titanic (1912), de l’Empress of Ireland (1914) et du Lusitania (1915).

## Biographie

### Début de carrière
Bigham est né à Liverpool en 1840. Son père John Bigham était commerçant. Il étudie le droit à l'université de Londres, puis en Allemagne, et enfin à Paris. Il est admis au barreau en 1870.
En 1885, Bigham tente une carrière politique au sein du Parlement britannique. Après trois tentatives, il est enfin élu, et fera par la suite une brillante carrière.

### Enquête sur le naufrage duTitanic
À la suite du naufrage du Titanic, trois enquêtes sont menées. Une première par la commission américaine, conduite par William Alden Smith, la deuxième par le Tribunal des naufrages britannique, ainsi qu'une autre impliquant le Board of Trade.

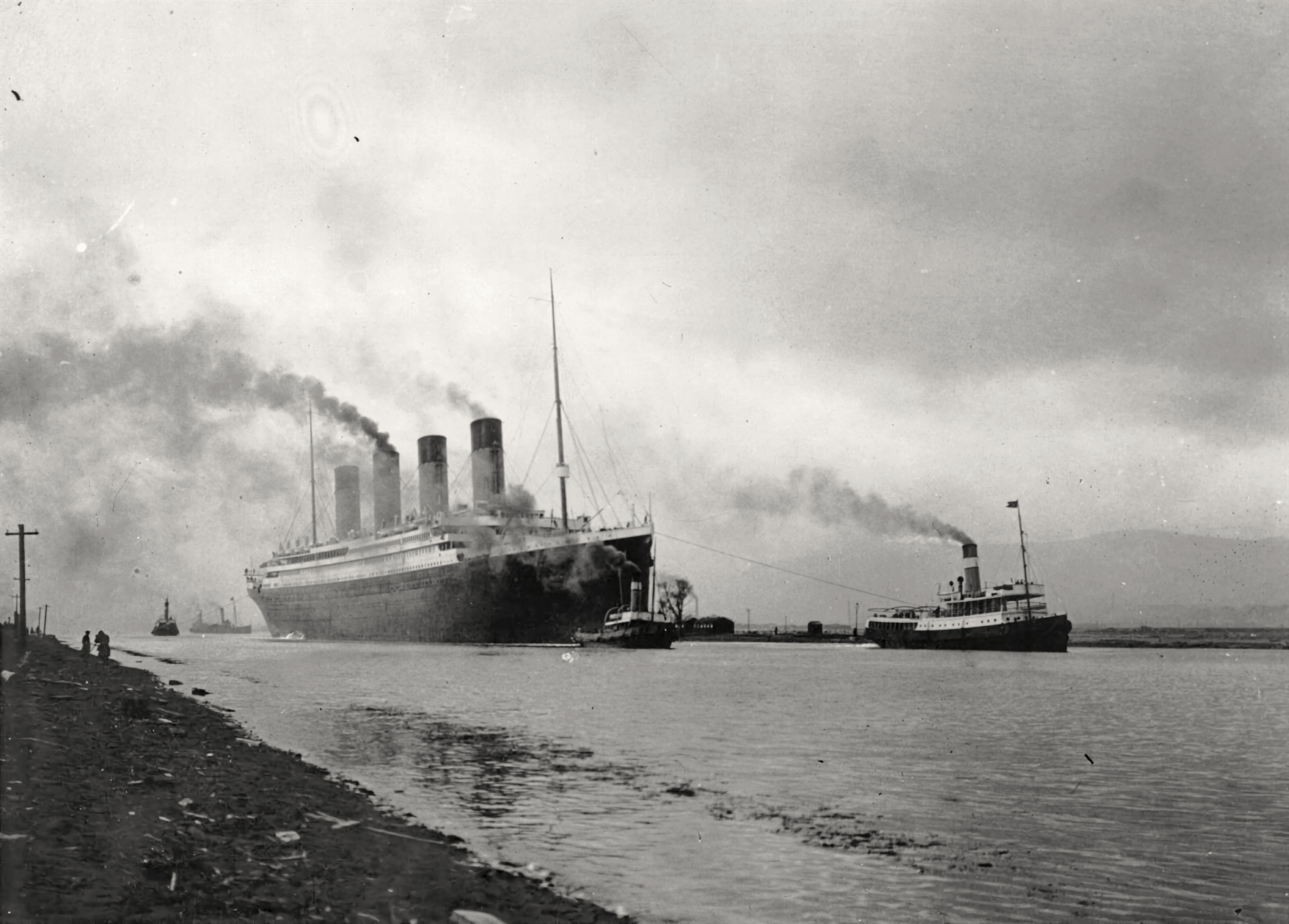
Lord Mersey est chargé de diriger l'enquête du naufrage du RMS Titanic.

L'enquête de Mersey au tribunal des naufrages se déroule du 2 mai au 3 juillet 1912. Il est épaulé par 5 assistants. Pas moins de 97 témoins sont appelés. L'enquête ne décèle aucune erreur dans la conception du navire, reprochant seulement que le double fond n'ait pas été prolongé jusqu'à la ligne de flottaison. Aucune autre défaillance majeure n'a été relevée.
Seul le rôle de la radio a été vivement critiqué. Au cours de la journée du 14 avril, le Titanic a reçu 5 messages d'avertissements signalant la présence de glace. Quatre ont été transmis à la passerelle. Le dernier message, émanant du Mesaba, n'a pas été signalé. Un autre message envoyé par le Californian, une heure avant la collision fatale, fait état également de présence de glace. Ce message sera complètement ignoré par Jack Phillips. Deux négligences graves qui ont précipité la catastrophe.
Le manque de canots, le mauvais remplissage de ceux-ci (en particulier le canot no 1, avec à son bord 12 personnes seulement), le rôle du Californian et de son commandant, Stanley Lord, est aussi souligné.
À la suite de ce constat, plusieurs recommandations sont établies concernant les cloisons étanches, les canots de sauvetage et leur remplissage, ainsi que d'autres formalités telles que la vision des veilleurs ou la radiotélégraphie.

### Enquête sur le naufrage de l’Empress of Ireland
En 1914, Mersey conduit l'enquête du naufrage de l’Empress of Ireland, naufrage résultant de la collision de ce dernier avec le vapeur norvégien Storstad et ayant causé la mort de 1 012 passagers. L'enquête se déroule à Québec et commence le 16 juin 1914. À la suite de cette investigation, il est conclu que les deux navires étaient en faute de navigation. Mersey blâme cependant l'attitude du second du Storstad, qui n'avait pas réduit sa vitesse par temps de brume.

### Enquête sur le torpillage duLusitania
Lord Mersey préside également, en 1915, l'enquête portant sur la perte du fleuron de la Cunard Line : le Lusitania. Mersey était assisté de l'amiral Inglefield et de deux capitaines de la marine marchande. L'enquête se déroula à Londres au cours du mois de juillet. Au total, 36 témoins sont interrogés. De nombreux documents sont par ailleurs examinés. L'enquête en elle-même reste assez floue, les audiences s'étant déroulées à huis clos. Cette enquête a été quelque peu critiquée par le public.

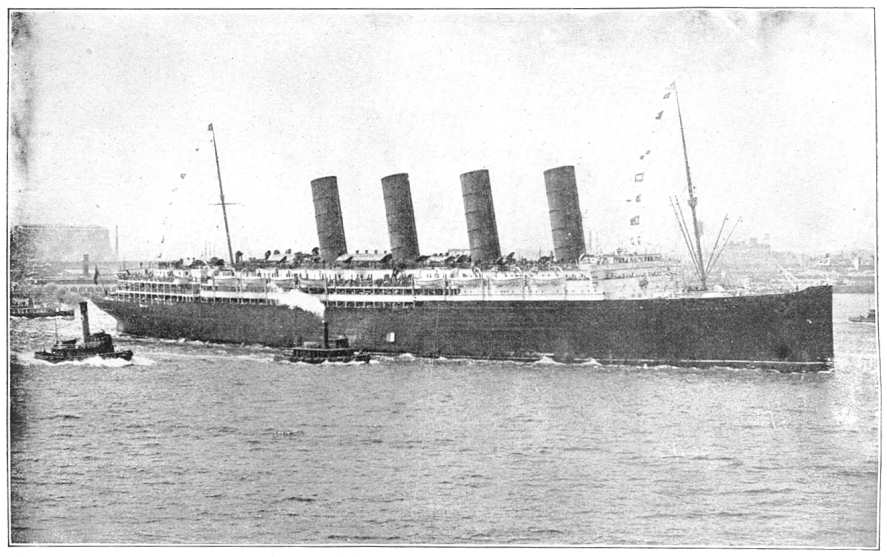
Le Lusitania, torpillé en 1915. Mersey supervise l'enquête de son naufrage.

### Fin de carrière et retraite
Bigham est nommé vicomte en 1916. Dans les dernières années de sa vie, il devient sourd, ce qui ne l'empêche pas de travailler, terminant sa carrière dans la justice de divorce.
Il décède à Littlehampton en 1929.

## Sources
- Philippe Masson, Le Naufrage du « Titanic », éd. France Loisirs/Tallandier, 1998